# Хэгмэн, Ларри
Ларри Хэгмэн (англ. Larry Hagman, 21 сентября 1931 — 23 ноября 2012) — американский актёр, продюсер и режиссёр. Хэгмэн наиболее известен по своей роли Джей Р. Юинга в популярном телесериале 1980-х годов «Даллас», которая принесла ему четыре номинации на премию «Золотой глобус» и две на «Эмми», а также по роли в ситкоме 1960-х годов «Я мечтаю о Джинни». Сын актрисы Мэри Мартин. В 1981 году он получил собственную звезду на Голливудской «Аллее славы».

## Жизнь и карьера

### Ранняя жизнь и карьера
Ларри Хэгмэн родился в Форт-Уэрте, штат Техас . Его матерью является известная актриса Мэри Мартин, а отцом, окружной прокурор Джек Хэгман. Его родители развелись в 1936 году, когда Хэгмэну было пять лет. Когда его мать начала сотрудничать с Paramount Pictures, она взяла Хэгмэна работать на съемках. Затем он начал свою карьеру в Далласе, исполняя небольшие роли в театре, а в 1950 году дебютировал на Бродвее в пьесе «Укрощение строптивой». В 1951 году он выступал в Лондонской версии мюзикла «Юг Тихого океана», где главную роль играла его мать. В 1952 году, во время Корейской войны Хэгман был призван в Военно-воздушные силы США.

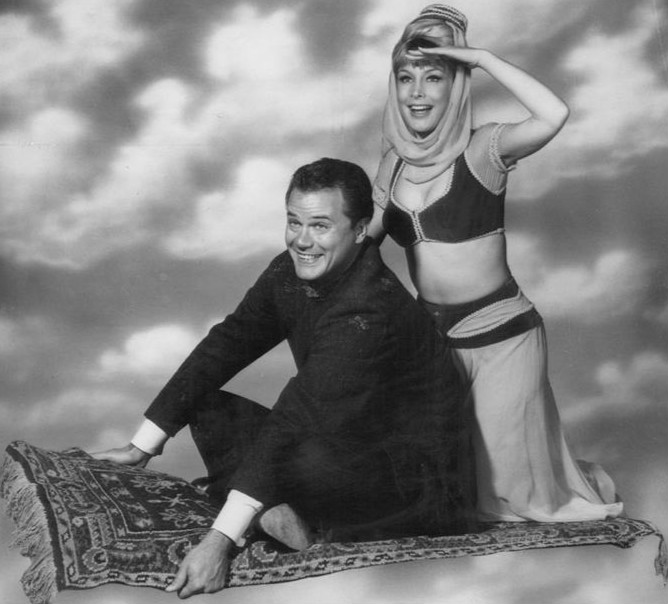
Хэгман с Барбарой Иден в сериале «Я мечтаю о Джинни»

После ухода из ВВС в 1956 году он вернулся в Нью-Йорк, где выступал на офф-бродвейской сцене. Впоследствии он появился в целом ряде офф-бродвейских и бродвейских постановок в пятидесятых. В тот же период он начал появляться на экранах, в основном исполняя эпизодические роли на телевидении. В 1961 году он получил роль в дневной мыльной опере «На пороге ночи», где и снимался последующие два года.

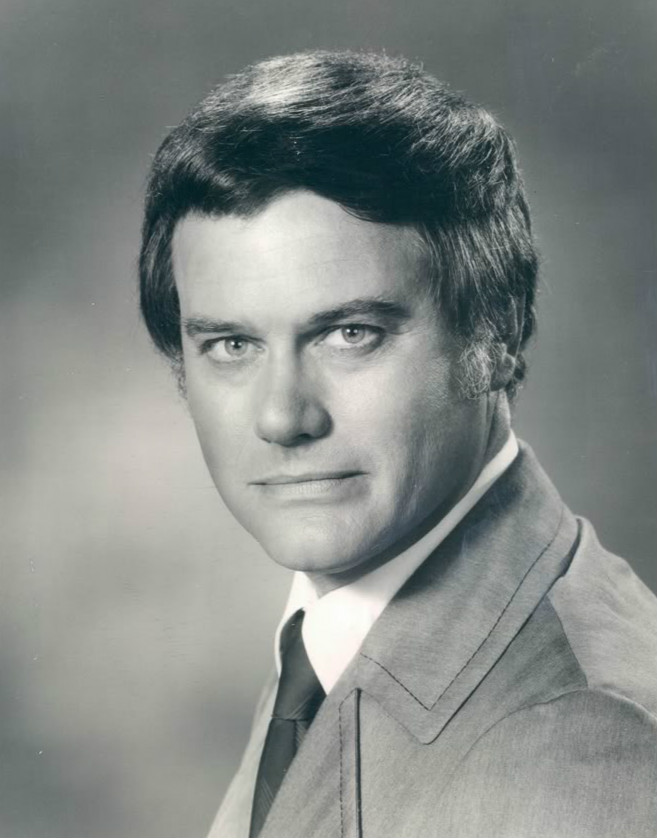
Ларри Хэгмэн в 1973 году.

### «Я мечтаю о Джинни»
В 1965 году Хэгман получил свою первую успешную роль, в комедийном сериале «Я мечтаю о Джинни» с Барбарой Иден. Сериал стал хитом и просуществовал в эфире пять сезонов. В семидесятых он сыграл главные роли в двух провальных ситкомах, а также появился в ряде кино и телефильмов.

### «Даллас»
В 1978 году Хэгман получил свою, пожалуй, самую известную роль — бизнесмена Дж. Р. Юинга в телесериале «Даллас». Изначально роль Дж. Р. Юинга получил Роберт Фоксуорт, однако тот хотел чтобы сценаристы сделали персонажа более мягким. Тогда же Ларри Хэгмэн, ранее известный в основном по положительным ролям в комедийных сериалах, был заинтересован в роли и хотел чтобы персонаж оставался таким, как его изначально задумали авторы. Хэгмэн получил роль и зимой 1977 года приступил к съемкам.
Сериал стал культурным феноменом своего периода и породил моду на клиффхэнгеры на телевидении. В начале третьего сезона весь мир задавался вопросом, «Кто стрелял в Джей Эра?» — клиффхэнгер в финале второго сезона, где неизвестная личность стреляла в Джей Эра Юинга. Зрителям пришлось ждать все лето чтобы узнать эту тайну. Летом 1980 года лозунг «Кто стрелял в Джей Эра?» стал одним из самых обсуждаемых в мире, а премьеру следующего сезона наблюдало рекордное количество зрителей — более 83 млн зрителей в США, что равнялось 76 процентам от населения страны. В конечном счете было показано, что героиня Мэри Кросби стреляла в Джей Эра. Подобный шаг сценаристов был обусловлен требованиями Хэгман повысить ему гонорар. Продюсеры были в смятениях: стоит ли платить актеру большой гонорар, или же проще убить его героя. В конечном счете им пришлось поддаться требованиям Хэгмана и повысить ему зарплату, так как его персонаж был настолько популярен, что его невозможно было бы убрать из шоу без рейтинговых потерь. Хэгман стал самым высокооплачиваемым актером на телевидении в восьмидесятых, а сериал просуществовал в эфире тринадцать сезонов и породил ряд спин-оффов, видео игр и аналогов.

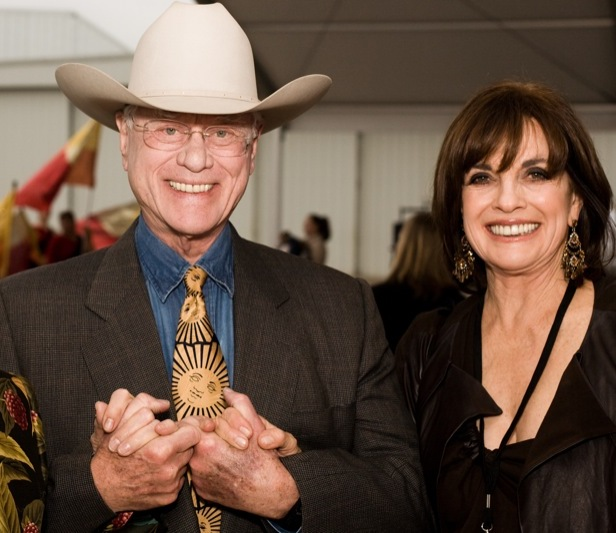
Хэгман и Линда Грей в 2010 году

### Последние годы
После завершения «Далласа» Хэгмэн появился в фильмах «Никсон» и «Основные цвета». Он также сыграл главную роль в сериале «Орлеанцы», который был закрыт после восьми эпизодов. В 2010 году он был приглашенной звездой в сериале «Отчаянные домохозяйки», где сыграл роль возлюбленного героини Полли Берген.
В конце 2009 года началась разработка продолжения «Далласа». В декабре 2010 года стало известно, что Хэгмэн не согласился подписывать контракт с каналом и требовал повышения зарплаты. Ранее два ключевых актёра оригинала, Линда Грэй и Патрик Даффи, согласились на участие в пилоте. В спешке Синтия Сидре начала писать альтернативный сценарий пилота, без участия персонажа Хэгмэна, который понравился руководству канала также как и предыдущий. Тем не менее переговоры с Хэгмэном продолжались и руководство канала заявило, что будут снимать пилот с ним или без него, и актёр все же подписал контракт на участие в проекте в начале февраля следующего года. В июне 2012 года состоялась премьера одноименного продолжения «Далласа», в котором Хэгмэн вновь сыграл Джей Эра.
Хэгмэн за свою карьеру четырежды был номинирован на премию «Золотой глобус», дважды на «Эмми», а также выиграл премию «Бэмби» в 1981 и получил собственную звезду на Голливудской «Аллее славы».

### Болезнь и смерть
14 октября 2011 года, во время съемок в продолжении «Далласа», было объявлено, что Хэгмэн болен раком горла. Он успешно прошёл курс лечения и в январе 2012 года актёр объявил, что он полностью здоров.
Ларри Хэгмэн скончался 23 ноября 2012 года в медицинском центре в Далласе от рака горла. Он умер в кругу близких людей, среди которых были Линда Грей и Патрик Даффи, коллеги по сериалу «Даллас». Новость о его смерти стала неожиданностью для многих, в частности для продюсеров обновленного сериала «Даллас», в котором он снимался до последних дней. На момент смерти он успел сняться в шести из пятнадцати эпизодов второго сезона сериала и история его персонажа завершилась в эпизоде J.R.'s Masterpiece.

## Личная жизнь
С 1954 года Хэгман женат на шведке Май Аксельссон, у них двое детей. В августе 1995 года ему была сделана операция по пересадке печени. В 2010 году стало известно, что его жена страдает от болезни Альцгеймера.

## Частичная фильмография

### Телевидение
| Год       |   | Русское название      | Оригинальное название | Роль           |
| --------- | - | --------------------- | --------------------- | -------------- |
| 1961—1963 | с | На пороге ночи        | The Edge of Night     | Эд Гибсон      |
| 1978—1991 | с | Даллас                | Dallas                | Джей Ар Юинг   |
| 1980—1982 | с | Тихая пристань        | Knots Landing         | Джей Ар Юинг   |
| 2011      | с | Отчаянные домохозяйки | Desperate Housewives  | Фрэнк Камински |
| 2012—2013 | с | Даллас                | Dallas                | Джей Ар Юинг   |

### Фильмы
| Год  |    | Русское название             | Оригинальное название     | Роль                  |
| ---- | -- | ---------------------------- | ------------------------- | --------------------- |
| 1964 | ф  | Система безопасности         | Fail-Safe                 | Бак                   |
| 1966 | ф  | Группа                       | The Group                 | Харальд Петерсон      |
| 1974 | ф  | Гарри и Тонто                | Harry and Tonto           | Эдди Кумбс            |
| 1976 | ф  | Орёл приземлился             | The Eagle Has Landed      | Полковник Питтс       |
| 1978 | ф  | Супермен                     | Superman                  | Майор                 |
| 1995 | ф  | Никсон                       | Nixon                     | Джек Джонс            |
| 1996 | тф | Даллас: Джей Ар возвращается | Dallas: J.R. Returns      | Джей Ар Юинг          |
| 1998 | ф  | Основные цвета               | Primary Colors            | Губернатор Фред Пикер |
| 1998 | тф | Даллас: Война Юингов         | Dallas: War of the Ewings | Джей Ар Юинг          |